# Vizma, Timiș
Vizma este un sat în comuna Secaș din județul Timiș, Banat, România. Face parte din comuna Secaș și are o populație de numai 16 locuitori (2002). Satul a cunoscut un puternic declin în a doua parte a secolului XX.

## Localizare
Satul se situează în nord-estul județului Timiș, în zona de trecere dintre câmpia Timișului și Dealurile Lipovei, aproape de limita dintre județele Timiș și Arad. Zona este una relativ izolată, departe de căile de comunicare mai importante. Orientativ, satul se situează la circa 30 km nord de municipiul Lugoj și circa 70 km nord-est de municipiul Timișoara.
Este traversat de râul Vizma, afluent al râului Miniș. Lungimea cursului de apă a râului Vizma este de 11 Km.

## Demografie
Din punct de vedere istoric, satul Vizma a fost din totdeauna locuit de români. Primele recensăminte moderne consemnează acest lucru. Cel mai mare număr de locuitori a fost de 701 și a fost înregistrat la 1910. După unirea Banatului cu România începe scăderea populației, accelerată începând cu anii 1960. În 1977 mai avea doar 50 de locuitori iar în 1992 doar 12 locuitori. La recensământul din 2002 Vizma avea 16 locuitori, cu 4 locuitori mai mult decât în 1992, dar continuă să fie la limita dispariției.

## Arheologie

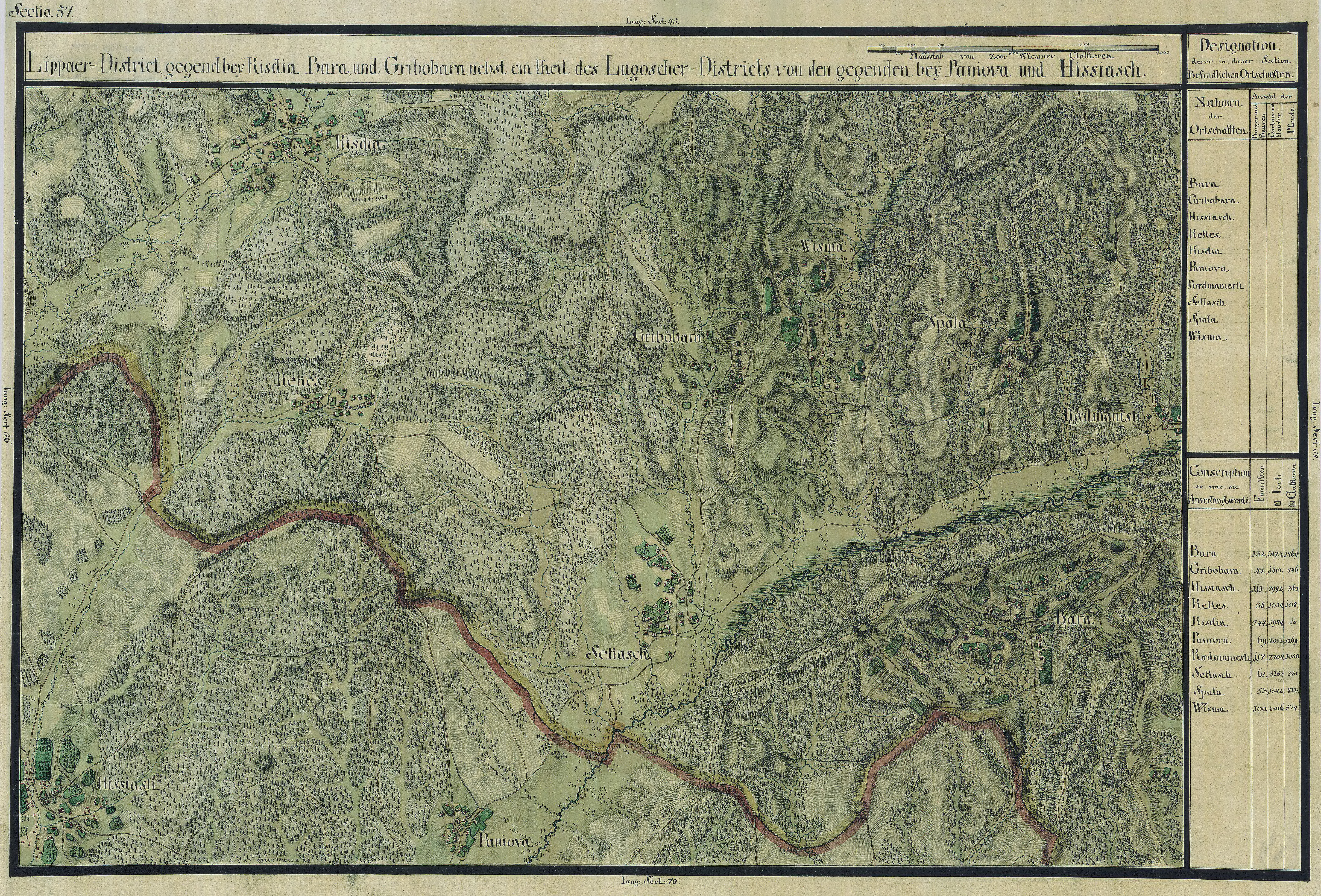
Vizma în Harta Iosefină a Banatului, 1769-72

Vestigii preistorice: La sud de sat, pe Valea Vizmei (sau a Dominuțului), se văd 3 movile de pamânt cu diametrul de circa 40–50 m și înălțime de 2–4 m. Cea mai sudică dintre ele este plasată la hotarul dintre Bruznic și Vizma. Aici s-a descoperit o monedă de aur de la Constantinus II (MBT).
La hotarul dintre Vizma și Bruznic, pe Valea Dominuțului, în dreapta firului de apă, la 6 km nord de Vizma, se află o movilă de pământ cu diametrul de 30 m și înălțimea de 4 m.
La NV de Vizma, în apropierea comunei Șiștarovăț, se afla situri arheologice cu stratigrafie complexă. În apropierea valului antic se semnalează o așezare preistorică.
Vestigii prefeudale: Din zona localității provine ceramică prefeudală.
Vestigii medievale: Punctele Dealu La Morminți și Dâmbu Hotărele. Cele două microtoponime se află în hotarul localității.
Bibliografie: Medeleț și Bugilan 1987, p. 170.
Descoperiri monetare: În secolul XIX s-a descoperit un tezaur monetar compus din 276 monede dacice de tipul Filip II. Tot în secolul XIX s-a descoperit, într-o grădină, o monedă barbară (drahmă) de un tip neprecizat.

## Istorie
Prima mențiune documentară datează din 1440, cu numele Wyzma. La 1447 aparținea de cetatea Șoimoș și purta numele Wysnya. La concripția generală a Banatului din 1717, apare cu 19 case, locuită. Din 1913 poartă numele actual.